# Als zovelen
Als zovelen is een hoorspel naar een toneelstuk van Wil Abeleven-Labberton en Wim Abeleven. Het werd bewerkt door Rob Geraerds en uitgezonden door de NCRV op maandag 3 mei 1965. De regisseur was Wim Paauw. Het hoorspel duurde 71 minuten.

## Rolbezetting
- Dogi Rugani (moeder)
- Huib Orizand (Jules, vader)
- Hans Karsenbarg (Alex)
- Joke Hagelen (Elsje)
- Wam Heskes (grootvader)
- Hans Veerman (Dick)
- Peronne Hosang (Soetje)
- Eva Janssen (mevrouw Kosters)
- Johan te Slaa (David)
- Dries Krijn (een Franse kapitein)
- Jan Wegter (een Franse korporaal)
- Donald de Marcas (een Franse ordonnans)
- Nel Snel (mevrouw Vermeer)
- Paula Majoor (Annie)
- Trudy Libosan (Marie)
- Jacques Snoek (broeder-overste)
- Jan Wegter (een Duitse officier)

## Inhoud
De bewogen geschiedenis van Walcheren tussen de jaren ’40-’45 is het onderwerp van dit hoorspel. Te beginnen met het terugtrekken van de Franse troepen en het bombarderen door Duitse bommenwerpers van Middelburg in de meidagen van ’40, tot aan de bevrijding door de Engelse troepen, die daarbij veertigduizend man verloren, maken we de lotgevallen mee van een doktersfamilie en met die familie de lotgevallen van een gedeelte van Nederland, dat wel heel zwaar geleden heeft in de oorlog. Ondergronds verzet, verraad door domme en kwaadwillende mensen, gijzeling, onderduiken, fusillade, jacht op een Nederlandse spion, een serie taferelen die voor ouderen weemoedige en vaak smartelijke herinneringen oproepen en die voor jongeren hier en daar onwaarschijnlijk klinken. Er zijn er paar zeer ontroerende verhalen, bijvoorbeeld het afscheid van de moeder van Alex, wanneer hij door de Duitsers wordt meegesleurd, en de geschiedenis van de veertig mensen in Westkapelle die voor het water gevlucht waren in een molen die een treffer kreeg, zodat men er niet meer uit kon, terwijl het water bleef stijgen. Het spel eindigt met een gedicht ter verwelkoming van koningin Wilhelmina bij haar bezoek aan het bevrijde Walcheren.